# Jill Furmanovsky
Jill Furmanovsky (* 1953 in Rhodesien) ist eine britische Fotografin. Sie hat sich auf die Dokumentation von Rockmusikern spezialisiert und viele Künstler der Musikbranche fotografiert, Musikvideos gedreht, Bücher veröffentlicht und ihre Arbeiten international ausgestellt. Sie war über 20 Jahre lang die offizielle Fotografin von Oasis und hat Künstler von Bob Dylan bis Amy Winehouse fotografiert.

## Leben und Werk

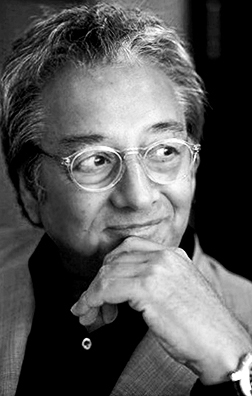
Rob Dickins. Fotografiert von Jill Furmanovsky

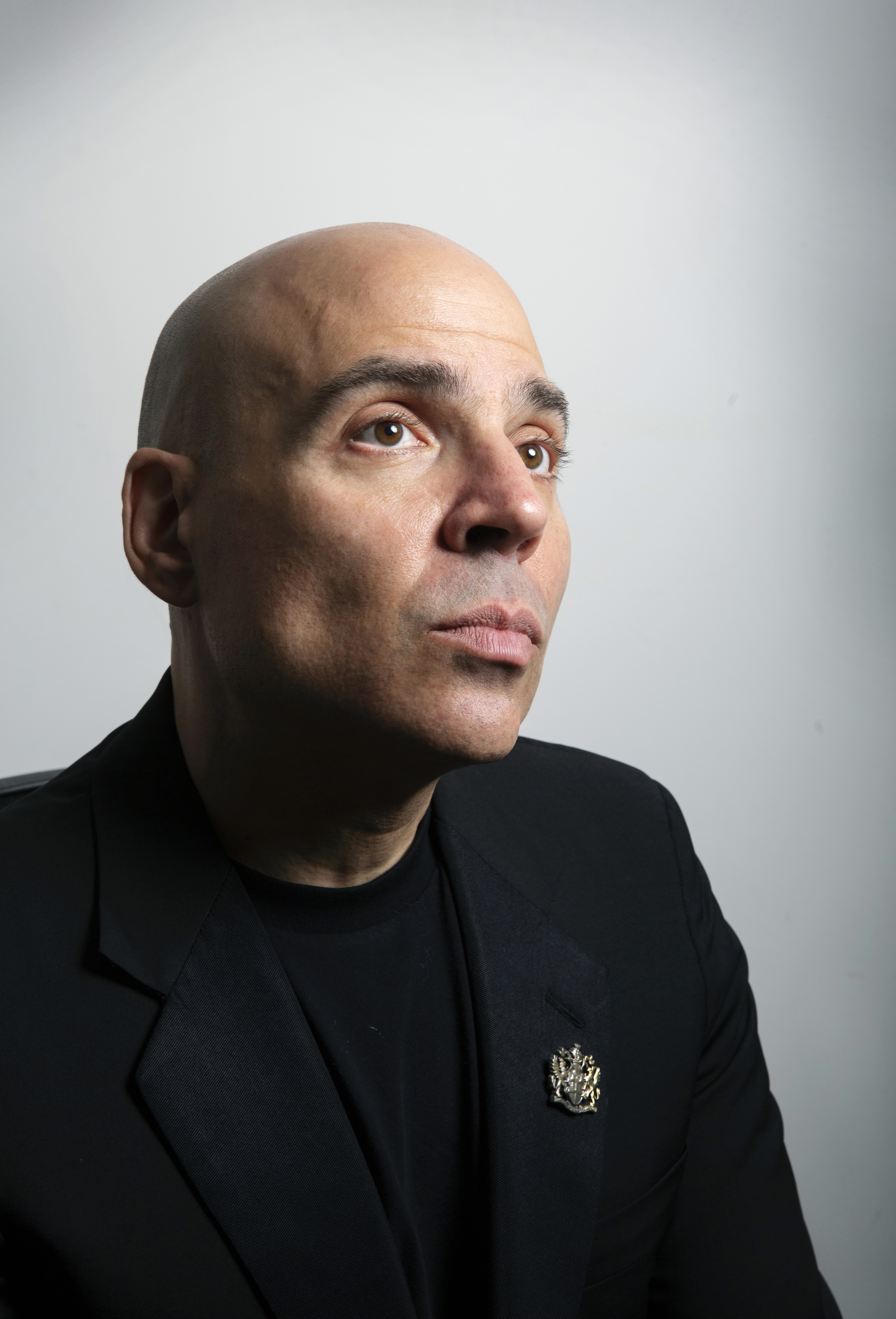
Merck Mercuriadis, abgebildet in den Abbey Road Studios im Jahr 2018. Foto von Jill Furmanovsky/rockarchive

Furmanovsky ist die Tochter eines Architekten und wuchs in Rhodesien, dem heutigen Simbabwe, auf und zog 1965 mit ihren Eltern und ihrem Bruder nach London. Ihr erstes Rockfoto machte sie von Paul McCartney vor seinem Haus mit einer Kodak Instamatic.
Nach einem Grundkurs an der Harrow School of Art studierte sie von 1972 bis 1974 Textil- und Grafikdesign an der Central Saint Martins College of Art and Design. Während eines zweiwöchigen Blockkurses in Fotografie bekam sie einen Job als offizielle Fotografin in Londons wichtigstem Rockveranstaltungsort, dem Rainbow Theatre, angeboten. Von da an spezialisierte sie sich auf Live-Rockkonzerte, erstellte Fotos und Beiträge für die Musikpresse der 1970er und 1980er Jahre, darunter NME, Melody Maker, Sounds, Smash Hits und The Face.
Ihren ersten Porträtauftrag erhielt sie 1974, als sie für den Melody Maker Stevie Wonder fotografierte. Bald begann sie, für andere Musikpublikationen wie Sounds, NME und Record Mirror zu arbeiten und dokumentierte die wechselnden Strömungen der Musik in Form von Punk, New Wave, Ska und Reggae mit Bands wie The Jam, The Clash, Blondie, Bob Marley, Gary Numan, Generation X, The Police, The Specials, Burning Spear, Madness, Joy Division und Dire Straits.
Mit der Einführung von The Face und der sich ändernden Art der Pressefotos für die Branche erwarb sie in den 1980er Jahren ein Studio und fotografierte die Stars der neuen Welle wie Boy George, Paul Weller/Style Council, Adam and the Ants, Wham!, Japan, Fine Young Cannibals, Spandau Ballet sowie weibliche Stars wie Joan Armatrading, Kate Bush und Siouxsie and the Banshees, Selector und The Pretenders. Ihre Arbeit führte zu langfristigen Arbeitsbeziehungen mit Chrissie Hynde/Pretenders und Oasis, für die sie in den 1990er Jahren Videos drehte.
Zu den Künstlern, die sie in ihrer 35-jährigen Karriere fotografierte, gehören viele Namen der Rockmusik wie Pink Floyd, Bob Marley, Eric Clapton, Led Zeppelin, The Pretenders, Bob Dylan und Oasis. Um bisher unveröffentlichte Arbeiten aus ihrem eigenen Archiv und denen ihrer Kollegen zugänglicher zu machen, konzipierte sie 1998 das Rockarchive. Zur Gründung wählte sie 30 Schwarzweißbilder großer Rockkünstler aus ihrem 30-jährigen Archiv aus. Seitdem ist das Archiv in Umfang und Bedeutung gewachsen und veröffentlicht nun über 1000 Bilder von mehr als 80 Fotografen und Grafikdesignern. Neben der Produktion und dem Verkauf von Abzügen in limitierter Auflage werden auch Ausstellungen für Galerien und öffentliche Einrichtungen im Vereinigten Königreich und auf der ganzen Welt kuratiert.
Ihre erste große Retrospektive Photographing the Invisible – The Invisible Photographer  wurde im April 2023 in der Manchester Central Library eröffnet.

## Auszeichnungen und Ehrungen (Auswahl)
- 1992: Jane Bown Observer Portrait Award für ihr Charlie-Watts-Porträt
- 1998: wurde ihr die Auszeichnung „Frau des Jahres“ für Musik und verwandte Branchen verliehen.
- 2012: Sonderpreis des Record of The Day Magazine[11]
- 2024: ICON Award, Abbey Road Music Photography Awards[12][13]
- 2024: Lifetime Achievement Award, Amateur Photography Magazine[14]
- 2024: Image of Music Award, So.co[15][16]

## Veröffentlichungen (Auswahl)
- Rock Photographer. Dirk Nishen Publishing, 1991, ISBN 978-1-85378-047-9.
- The Moment: 25 Years of Rock Photography. Paper Tiger, 1995, ISBN 978-1-85028-149-8.
- mit Daniela Soave: Oasis – Was There Then: A Photographic Journey. Trafalgar Square, 1997, ISBN 978-0-09-186318-0.
- Oasis at Knebworth. Cassell, 2021, ISBN 978-1-78840-280-4.